# 竹原村 (岐阜県)
竹原村（たけはらむら）は、かつて岐阜県益田郡に存在した村である。1955年に合併で下呂町となった後、現在は下呂市の一部である。
かつての下呂町東部、飛騨川支流の竹原川上流の村であった。

## 歴史
- 応永18年（1411年）に起こった飛騨の乱の後に、近江国から三木氏が飛騨国に代官として入国し、竹原郷を拠点として益田郡に勢力を有した。
- 江戸時代、始めは飛騨高山藩領であったが、後に幕府領となった。
- 1883年（明治16年）6月1日 - 三郷村の分割により、従来の宮地・野尻・御厩野・乗政の各村域が竹原村として発足。
- 1889年（明治22年）7月1日 - 町村制により益田郡竹原村が村制施行。
- 1955年（昭和30年）4月1日 - 下呂町、上原村、中原村と合併し、改めて下呂町が発足。同日竹原村廃止。

## 学校
- 竹原村立宮地小学校 （1971年に統合。現・下呂市立竹原小学校）
- 竹原村立竹原東小学校 （1971年に統合。現・下呂市立竹原小学校）
- 竹原村立竹原西小学校 （1971年に統合。現・下呂市立竹原小学校）
- 竹原村立竹原中学校 （現・下呂市立竹原中学校）

## 観光
- 鳳凰座 （地芝居の芝居小屋）
- 乗政温泉

## その他
- 国鉄下呂線は、旧・竹原村に「飛騨竹原駅」が設置される予定であった。しかし、国鉄再建法により建設凍結され、未成線となった。